# جورج ادموندز (بازیکن فوتبال)
جورج ادموندز (انگلیسی: George Edmonds; ۴ آوریل ۱۸۹۳ – ۱۰ دسامبر ۱۹۸۹) بازیکن فوتبال اهل بریتانیا بود.
از باشگاه‌هایی که در آن بازی کرده‌است می‌توان به باشگاه فوتبال فولام، باشگاه فوتبال ولورهمپتون واندررز، باشگاه فوتبال ابسفلیت یونایتد، باشگاه فوتبال واتفورد، و باشگاه فوتبال سنت آلبنز سیتی اشاره کرد.